# Jacques Goudchaux
Jacques Goudchaux (ur. 21 sierpnia 1963 roku w Rennes) – francuski kierowca wyścigowy.

## Kariera
Goudchaux rozpoczął karierę w międzynarodowych wyścigach samochodowych w 1985 roku od gościnnych startów we Francuskiej Formule Ford 1600, gdzie dwukrotnie zwyciężał. Rok później w tej samej serii był już mistrzem. W późniejszych latach pojawiał się także w stawce World Sports-Prototype Championship, Grand Prix Monako Formuły 3, Francuskiej Formuły 3, Formuły 3000, Grand Prix Makau, MitJet Series, NASCAR Whelen Euro Series oraz Mitjet 2L Supersport.
W Formule 3000 Francuz startował w latach 1988-1989. Jednak w żadnym z pięciu wyścigów, w których wystartował, nie zdołał zdobyć punktów. W 1988 roku nie był klasyfikowany, a rok później został sklasyfikowany na 27 miejscu w końcowej klasyfikacji kierowców.